# La Gaude
La Gaude är en kommun i departementet Alpes-Maritimes i regionen Provence-Alpes-Côte d'Azur i sydöstra Frankrike. Kommunen ligger  i kantonen Vence som ligger i arrondissementet Grasse. År 2022 hade La Gaude 7 194 invånare.

## Befolkningsutveckling
Antalet invånare i kommunen La Gaude
Referens: INSEE

## Galleri

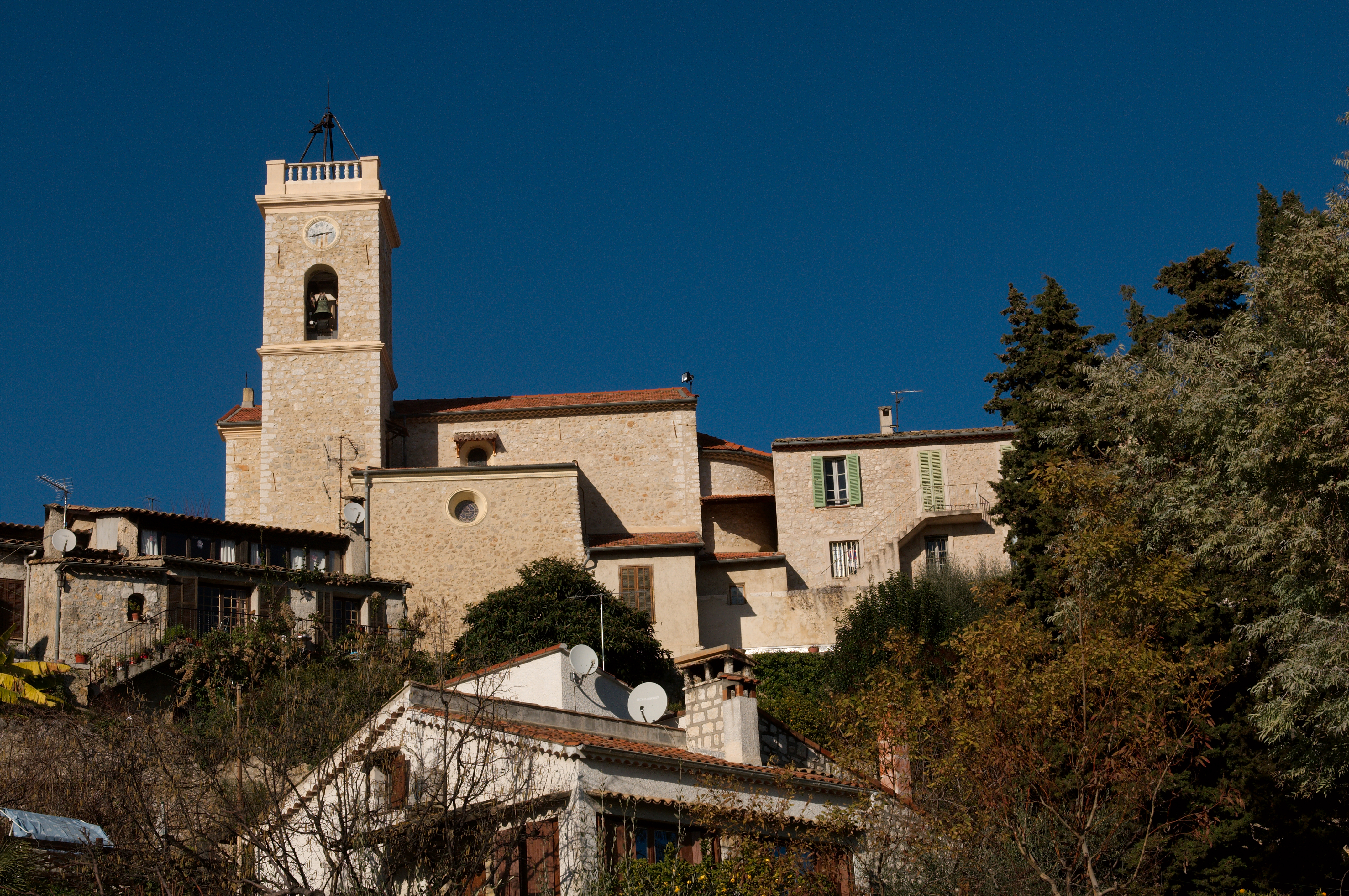
kyrkan